# Харикејн (Јута)
Харикејн (енгл. Hurricane) град је у америчкој савезној држави Јута.

## Демографија
По попису из 2010. године број становника је 13.748, што је 5.498 (66,6%) становника више него 2000. године.
| Група             | 2000.         | 2010.          |
| Белци             | 7.793 (94,5%) | 12.155 (88,4%) |
| Афроамериканци    | 13 (0,2%)     | 72 (0,5%)      |
| Азијати           | 21 (0,3%)     | 70 (0,5%)      |
| Хиспаноамериканци | 224 (2,7%)    | 986 (7,2%)     |
| Укупно            | 8.250         | 13.748         |